# Craghoppers

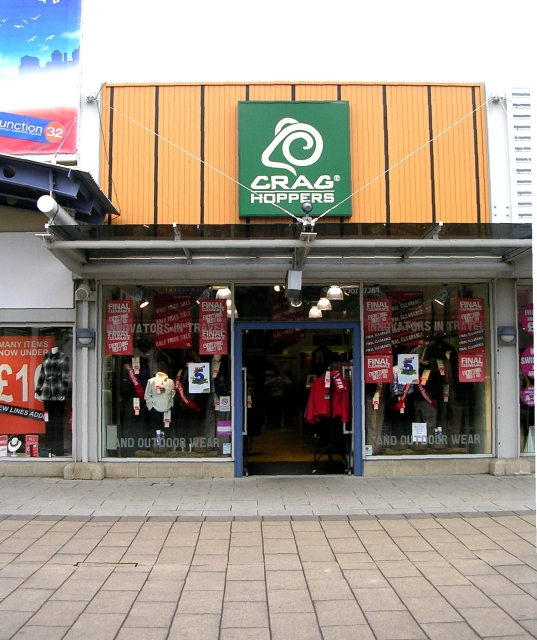
Craghoppers-Boutique

Craghoppers Ltd. ist eine Marke für Outdoor-Bekleidung aus Großbritannien.

## Geschichte
Laut Firmenhomepage plante eine Gruppe junger Leute aus West Yorkshire in den 60er Jahren, den Mount Everest zu besteigen, und brauchte dafür entsprechende Kleidung. Die Gruppe erforschte und entwickelte Materialien, die sie vor der extremen Kälte schützen sollten. Nach erfolgreicher Besteigung wurde Craghoppers gegründet; die Firma stellt Outdoor-Kleidung her.
1995 wurde Craghoppers vom Unternehmen Regatta  aufgekauft.

## Produkte
Die Firma stellt seit 1965 Hosen, Oberbekleidung und Schuhe für den Einsatz in der freien Natur her. Dazu zählen Kleidung mit Insektenschutzmittel, atmungsaktive Stoffe, Stoffe mit UV-Schutz sowie pflegeleichte bzw. bügelfreie Textilien für die Reise.
Seit 2011 arbeitet die Firma mit dem britischen Abenteurer Bear Grylls zusammen. Mit seiner Hilfe wurde eine Bekleidungsserie entwickelt, die auf seinen Erfahrungen basiert.